# Sarar (huyện)
Huyện Sarar là một huyện thuộc tỉnh Abyan, Yemen. Đến thời điểm năm 2003, huyện này có dân số 15093 người